# Arrondissement Arras
Arrondissement Arras is een arrondissement van het Franse departement Pas-de-Calais in de regio Hauts-de-France. De onderprefectuur is Arras.

## Kantons
Het arrondissement is sinds  2015 samengesteld uit de volgende kantons:
- Kanton Arras-1
- Kanton Arras-2
- Kanton Arras-3
- Kanton Auxi-le-Château (gedeeltelijk)
- Kanton Avesnes-le-Comte
- Kanton Bapaume
- Kanton Brebières
- Kanton Saint-Pol-sur-Ternoise